# ABC Me
ABC Me (do roku 2016 jako ABC3) je australský veřejnoprávní televizní kanál provozovaný společností Australian Broadcasting Corporation. Tento kanál začal vysílat 4. prosince 2009 v 18:00, s pořadem Countdown to 3, který byl vysílán jako "předskokan" již v 17:00.

## Historie
V září 2007 oznámila vláda Austrálie, že bude spouštěn nový digitální televizní kanál pro děti, pod názvem ABC3. Na televizních přijímačích se objevila virtuální předvolba pro kanál ABC3 již v roce 2008 pro zaručení místa pro budoucí kanál. ABC3 byl schválen summitem Australia 2020 Summit a předán jako jeden z návrhů vládě.V dubnu 2009 byl návrh oficiálně schválen vládou a v rozpočtu na období 2009-10 mu bylo přiděleno $67 milionů z celkových $167 milionů pro ABC od vlády.
18. června 2009 byla spuštěna první veřejná kampaň kanálu ABC3 s názvem "MeOn3". Tato kampaň hledala nový moderátorský talent. 22. října 2009 byla zveřejněna jména 6 nových moderátorů. Amberley Lobo a Kayne Tremills pro pořad Studio 3, spolu s Benem Crawley jako reportérem. Scott Tweedie uvádí Prank Patrol, zatímco Hannah Wang a Stephanie 'Hex' Bendixsen uvádí pořady Rush TV a Good Game SP.
V červnu 2020 přišlo mnoho zaměstnanců ABC Me sídlících v Melbourne o práci poté, co bylo oznámeno propouštění v ABC, včetně tehdejších moderátorů kanálu: Pip Rasmussenové, Drewa Parkera a Avy Madonové. Stanice pokračovala ve vysílání bez moderátorů.

## Programming
Kanál vysílá denně od 6:00 do 21:00 a míří na věkovou skupinu 6–15 let. Kanál vysílá rozmanitou škálu pořadů různých žánrů jako komedie, drama, hudební pořady, anime, extrémní sporty, pořady o volné přírodě a zpravodajské pořady. Kanál má obsahovat minimálně 50% obsahu vyprodukovaného v Austrálii.
Nové pořady vysílané na tomto kanále jsou například historické drama My Place, sitcom West Coast Kids, pořady o přírodě Dead Gorgeous, anime CJ the DJ, a pořad o zprávách tvořený týmem pořadu Behind the News.

## Pořady

### Současné
Mezi programy v současné době vysílané patří:
- Barney's Barrier Reef (opakování)
- BTN Extra
- Blue Water High (opakování)
- Casa DeEVIL
- CJ the DJ (opakování)
- Class of the Titans (opakování)
- Dance Academy (opakování)
- Dead Gorgeous  (opakování)
- Deadly 60 (opakování)
- Desdemona
- Dragon Booster (opakování)
- Escape from Scorpion Island (opakování)
- Edgar and Ellen (opakování)
- Erky Perky (opakování)
- Figaro Pho (opakování)
- Flipper and Lopaka (opakování)
- Good Game: Spawn Point
- Grossology (opakování)
- Half Moon Investigations (opakování)
- Heartbreak High (opakování)
- Horrible Histories (opakování)
- How to Be Indie (opakování)
- I.N.K. Invisible Network Of Kids (opakování)
- Iron Man: Armored Adventures (opakování)
- Jeopardy (opakování)
- Kid vs. Kat (opakování)
- King Arthur's Disasters (opakování)
- Kratt Brothers: Be the Creature (opakování)
- The Latest Buzz (opakování)
- The Legend of Dick and Dom
- Lizzie McGuire (opakování)
- Michaela's Wildlife Challenge (opakování)
- My Goldfish is Evil (opakování)
- News on 3
- Old Tom (opakování)
- Oggy and the Cockroaches (opakování)
- Outback 8 (opakování)
- Prank Patrol (Australia) (opakování)
- Pat and Stan (opakování)
- The Pinky & Perky Show (opakování)
- Planet Rock Profiles (opakování)
- Potatoes and Dragons (opakování)
- Richard Hammond's Blast Lab (opakování)
- Round the Twist (opakování)
- Rush TV
- The Sleepover Club (opakování)
- Spellbinder (opakování)
- Spliced! (opakování)
- Shaun the Sheep (opakování)
- Stoked
- Studio 3
- Trapped (opakování)
- Trapped!
- The Super Hero Squad Show (opakování)
- The Time Compass (opakování)
- Total Drama Action (opakování)
- Total Drama Island (opakování)
- Tracey McBean (opakování)
- The Tribe (opakování)
- The Twisted Whiskers Show (opakování)
- The Wannabes (opakování)
- Zombie Hotel (opakování)

### Budoucí
Pořady jejichž vysílání bude zahájeno v nejbližší budoucnosti:
- After School Care (Nová série)
- Backyard Science (opakování)
- Escape from Scorpion Island (Série 4)
- In Real Life (Nová série)
- Jolly Rabbit (Nová série)
- The Jungle Book (Nová série)
- On The Edge (Nová série)
- Splatalot (Nová série)[10]
- West Coast Kids (Nová série)

### Již nevysílané
Tyto pořady byly dříve na ABC Me vysílány:
- 6teen
- Aisling's Diary
- A World of Wonders
- Barney's Barrier Reef
- Bernard (opakování)
- Best Ed (opakování)
- Best of Rollercoaster
- Black Panther
- Blue Water High (opakování)
- Bolts and Blip
- Carl Squared (opakování)
- Casper's Scare School (opakování)
- Chuck Finn (opakování)
- Connor Undercover
- CJ the DJ
- Creature Features (opakování)
- Dani's House
- Dead Gorgeous (opakování)
- Deadly 60
- Dex Hamilton: Alien Entomologist (opakování)
- Don't Blame the Koalas (opakování)
- Eugenie Sandler P.I. (opakování)
- Freaky (opakování)
- The Fugitives (opakování)
- Gawayn
- The Genie from Down Under (opakování)
- Get Outta Town
- Help! I'm a Teenage Outlaw (opakování)
- Horrible Histories
- How to Be Indie
- Iron Man: Armored Adventures
- I.N.K. Invisible Network Of Kids
- Jane and the Dragon (opakování)
- Jibber Jabber (opakování)
- Kratt Brothers: Be the Creature
- Leon (opakování)
- Letterbox
- M.I. High
- Michaela's Wildlife Challenge
- Misery Guts (opakování)
- Mortified (opakování)
- The Mr. Men Show (opakování)
- My Place
- Naturally, Sadie (opakování)
- Prank Patrol International
- Raymond (opakování)
- The Revenge Files of Alistair Fury (opakování)
- Richard Hammond's Blast Lab
- Rollercoaster
- Sail Away
- Serious Andes (opakování)
- Serious Ocean
- Shaolin Wuzang
- Silverwing Movies
- Skyland (opakování)
- The Slammer
- Sparkle Friends (opakování)
- Spellbinder (opakování)
- Spellbinder 2: Land of the Dragon Lord (opakování)
- Storm Hawks (opakování)
- Street Monsters
- The Super Hero Squad Show
- Survive This (Sezóna 1 - 2)
- Sweat (opakování)
- Those Scurvy Rascals (opakování)
- The Time Compass
- Total Drama Action
- Total Drama World Tour
- Totally Wild: Antarctica Special
- The Twisted Whiskers Show
- The Wannabes
- Wolverine and the X-Men (opakování)
- Worst Best Friends (opakování)
- Yakkity Yak (opakování)
- Zombie Hotel (opakování)